# Scaeurgus tuber
Scaeurgus tuber is een inktvissensoort uit de familie van de Octopodidae. De wetenschappelijke naam van de soort is voor het eerst geldig gepubliceerd in 2005 door Norman, Hochberg & Boucher-Rodoni.